# 托西尼亚诺镇
托西尼亚诺镇是意大利艾米利亚-罗马涅大区博洛尼亚省的一个市镇，距离大区首府博洛尼亚约30公里。